# 츠치미카도도노
츠치미카도도노 (일본어: 土御門殿 つちみかどどの[*])는 헤이안 시대에 헤이안쿄 사쿄1조 4방 16정 (후에 4방 15정으로 확장) (츠치미카도다이로 남쪽, 쿄고쿠다이로 서쪽)에 지어진 신덴즈쿠리 양식의 저택이다. 저택의 이름은 죠토몬에 이르는 츠치미카도다이로에 접해 있는 것에 유래해, 츠치미카도인(土御門院)ㆍ쿄고쿠도노(인)(京極殿 (院))ㆍ죠토몬도노(인)(上東門殿 (院)) 등으로도 불렸다. 현재의 교토시 카미교구 교토교엔 (교토 오미야고쇼 북쪽 부분)에 해당한다. 후지와라노 미치나가의 주요 저택으로, 미치나가의 누나인 히가시산죠인 센시나 딸 후지와라노 쇼시의 고쇼가 되기도 하였으며, 특히, 쇼시는 출가 후, 이 저택의 이름을 따서 죠토몬인을 원호로 삼았다. 또, 동쪽에는 호죠지가 건립되었다.

## 개요
미나모토노 마사노부에 의해 건설되었다고 하지만, 원래 소유자를 마사노부의 동생인 미나모토노 시게노부라는 설도 있다. 마사노부의 딸 린시와 후지와라노 미치나가 (당시 종3위 사쿄노다이부)가 결혼하자, 미치나가의 거처가 되었고, 마사노부 사후에는 미치나가에게 계승되어, 미치나가의 저택이 되었다. 당초에는 1정 규모였지만, 『미도간파쿠기』의 기사 등에서 조호 원년 (999년)까지 확장이 행해졌다고 보여지고 있다.
미치나가의 누나인 센시는, 쇼랴쿠 2년 (991년)에 원호 선하를 받아 히가시산죠인이 된 후, 주로 츠치미카도도노를 고쇼로 삼았다. 또, 미치나가의 장녀인 이치조 천황의 중궁 후지와라노 쇼시의 친정으로, 이곳에서 아츠히라 친왕 (훗날의 고이치조 천황)과 아츠나가 친왕 (훗날의 고스자쿠 천황)을 출산, 그 모습을 『무라사키 시키부 일기』에 자세히 쓰여있고, 후에 『무라사키 시키부 일기 에마키』에 그림으로도 남아있다. 쇼시의 동생인 기시도 여기서 고레이제이 천황을 출산, 이곳에서 고이치조, 고스자쿠, 고레이제이 등, 3명의 천황의 사토다이리가 되어, 미치나가 가문의 영화를 상징하는 저택이었다.
조와 5년 (1016년)에 화재로 소실되었지만, 여러 쿠니의 수령들에 의해 보내진 저택 재건 물품때문에, 이전보다 더 훌륭하게 저택이 재건되었다. 이후, 히가시산죠도노와 함께 미도류 섭관가 당주의 거점으로 기능하였다. 또, 츠치미카도도노의 주변에는 미치나가의 근신들의 저택도 있었다. 그중 가장 유명한 사람은 후지와라노 코레노리로, 츠치미카도도노의 서쪽 옆 2정을 매입해 자신의 저택 부지로 쓰고 있었다.
만주 3년 (1026년), 쇼시가 뇨인이 되자, 저택의 이름을 따서 원호를 죠토몬인(上東門院)으로 했다.
미치나가 다음으로는 적남 후지와라노 요리미치, 그의 적남 후지와라노 모로자네가 물려받았다. 한편, 미망인이 된 린시는 앞에서 말한 후지와라노 코레노리의 서쪽 인근의 저택 부지 중 북쪽의 "타카츠카사도노(鷹司殿)"를 양도받아 그곳으로 옮겨 살았다.
요리미치 시대였던 조겐 4년 (1031년)에 소실, 또 고스자쿠 천황의 사토다이리였던 조큐 4년 (1040년) 9월, 고레이제이 천황의 사토다이리였던 덴기 2년 (1054년) 12월에도 소실되어, 그때마다 재건되었다.
가마쿠라 시대 이후에는 황폐화되어, 겐코 법사의 『도연초』 (제 25단)에는, 호죠지와 함께 폐허처럼 된 시설의 전형으로 여겨졌다.
미치나가의 일기인 『미도관백기』에 의하면, 조와 4년 (1015년) 북송 조정에서 공작이 조정에 보내졌는데, 이것을 당시의 산조 천황이 미치나가에게 하사해, 공작을 츠치미카도도노에서 기르고 있었다고 한다.

## 참고문헌
- 쿠로이타 노부오「京極土御門殿」『국사대사전(国史大辞典)』요시카와 홍문관, 1984년
- 세키구치 치카라「土御門第 (1)」『헤이안시대사사전(平安時代史事典)』카도카와 서점, 1994년 ISBN 978-4-04-031700-7